# Friedhof Mont-Saint-Michel

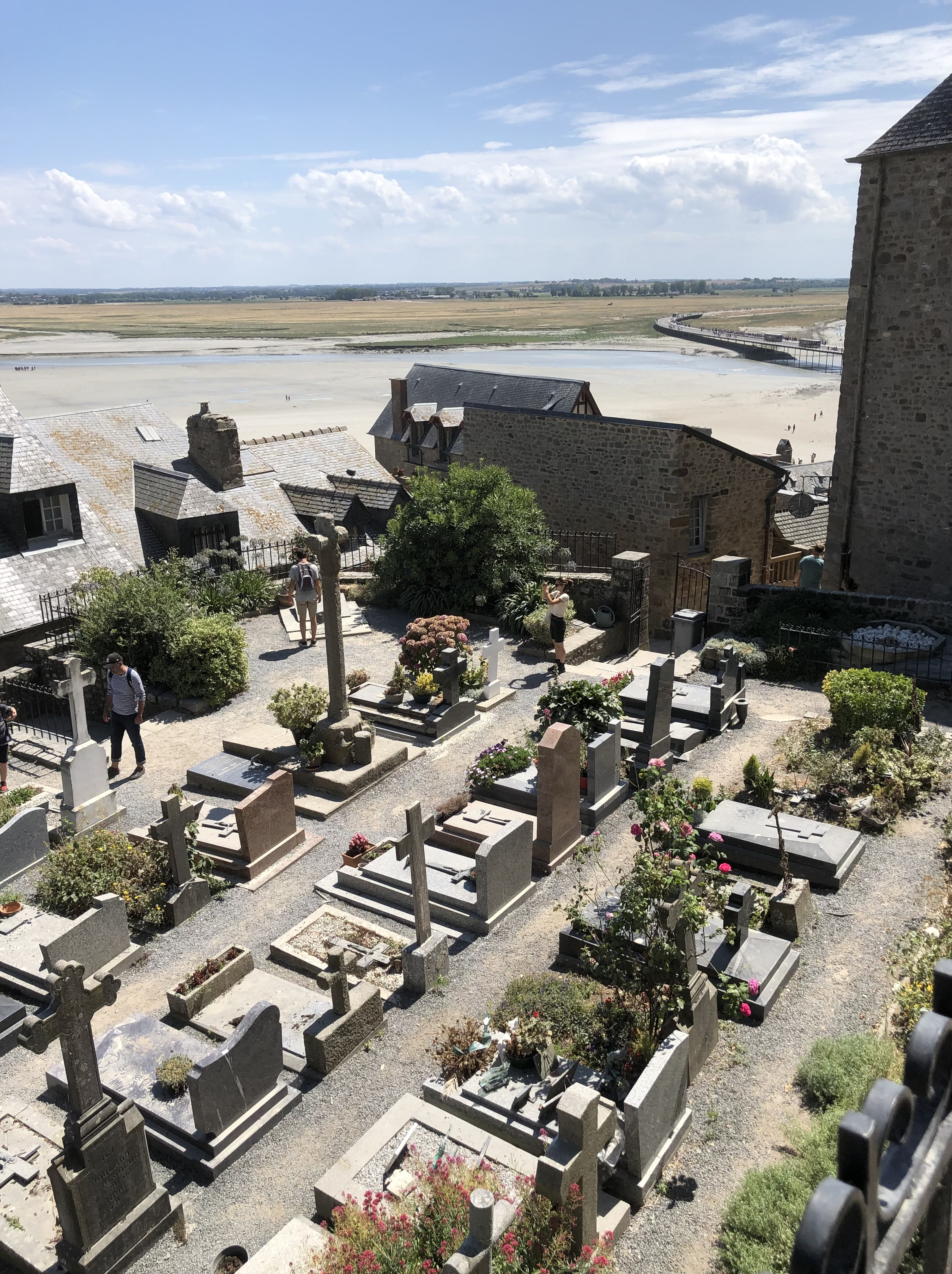
Friedhof Mont-Saint-Michel, Blick von Nordwesten, 2022

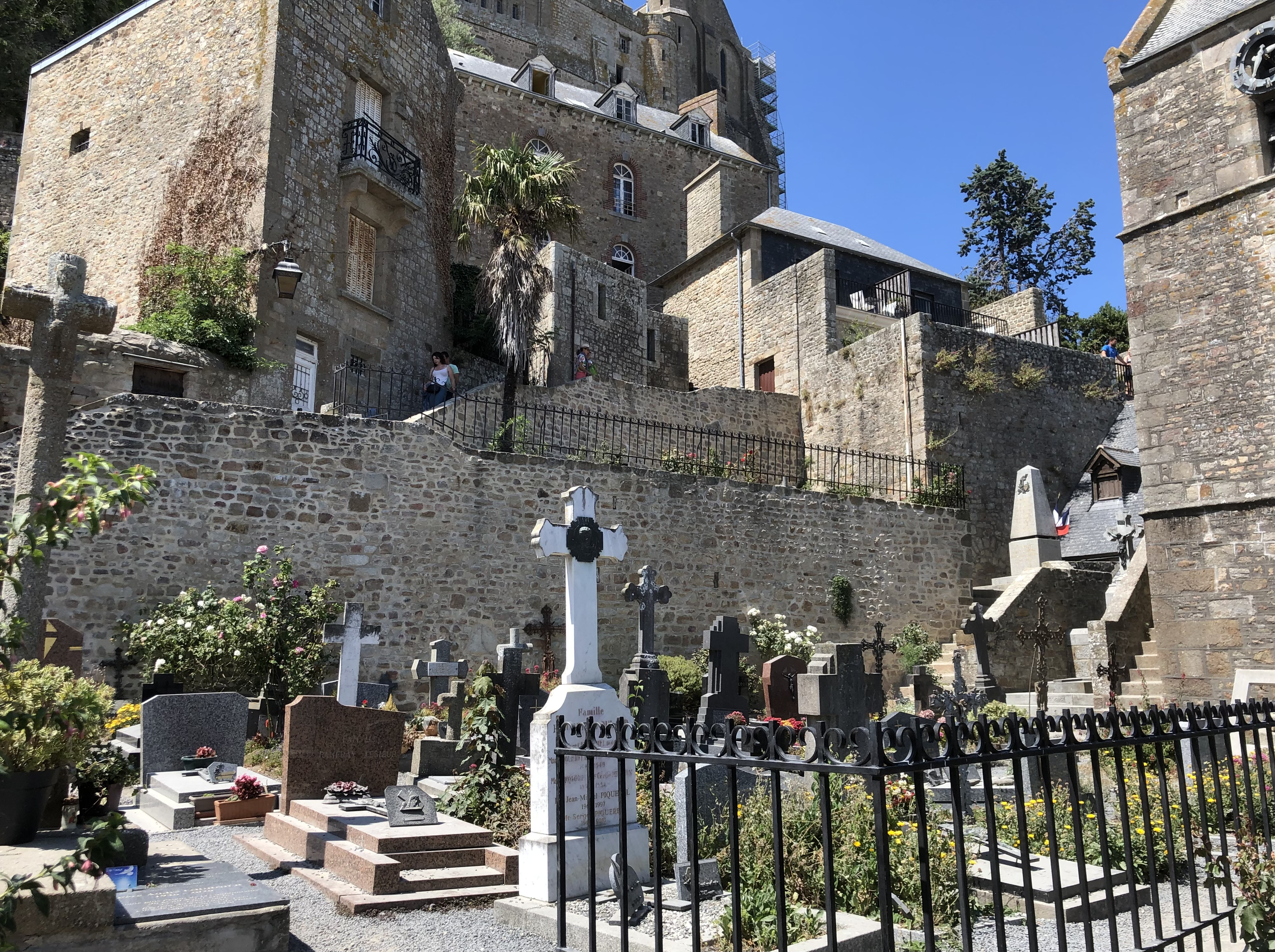
Blick nach Nordwesten, links das Granitkreuz

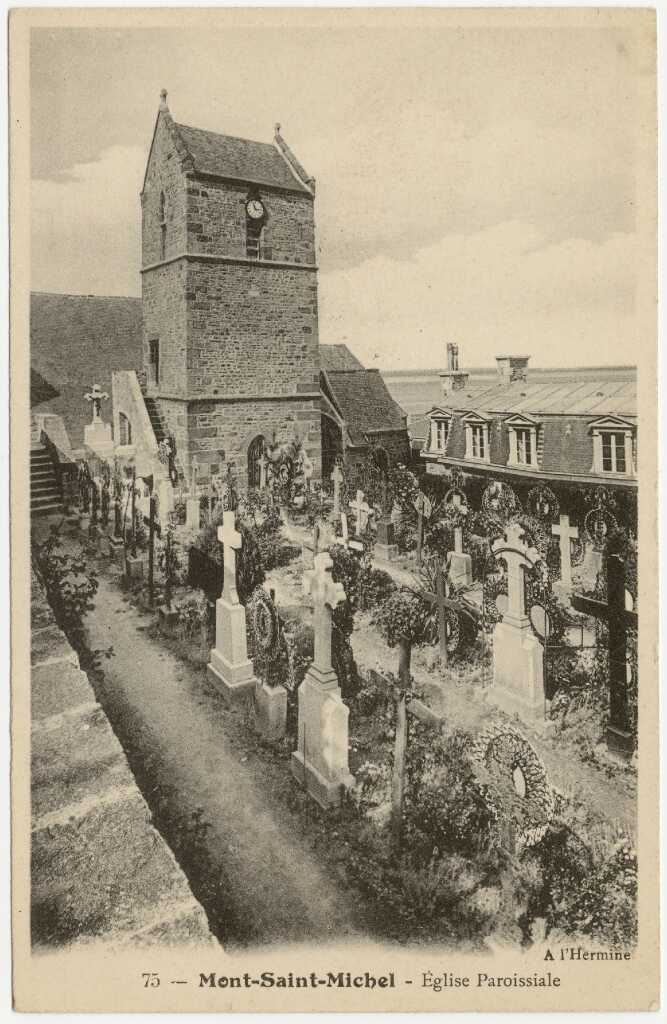
Blick von Südwesten, frühes 20. Jahrhundert

Der Friedhof Mont-Saint-Michel (französisch Cimetière du Mont Saint-Michel) ist der Friedhof der Gemeinde Le Mont-Saint-Michel in Frankreich. Er ist als Monument Historique eingetragen.

## Lage
Der Friedhof befindet sich im Ortszentrum südlich der Kirche St-Pierre. Nordwestlich des Friedhofs steht das Kriegerdenkmal Mont-Saint-Michel. Westlich oberhalb des Friedhofs erhebt sich die Villa Bellevue.

## Gestaltung und Geschichte
Die Friedhofsanlage erstreckt sich in der Hauptsache in Nord-Süd-Richtung über etwa lediglich 20 Meter bei einer Breite von 15 Meter. Etwas erhöht befinden sich an der Nordwestseite einige weitere Gräber. Ein früherer Friedhof befand sich zumindest auch an anderer Stelle im Bereich der heutigen Hauptstraße Grand Rue und erstreckte sich in einem Umkreis von 30 Metern um die Kirche. Reste dieses wohl seit dem 8. Jahrhundert bestehenden und im 13. Jahrhundert im Zuge eines Befestigungsbaus aufgegebenen alten Friedhofs wurden bei Reparaturarbeiten an Rohren Ende 2016 entdeckt und im Januar 2017 archäologisch ausgegraben. Es wurden dort 40 Skelette gefunden.
Auf dem kleinen oberen Teil des Friedhofs befindet sich als drittes Grab von Süden das Grab der am 7. Mai 1931 beigesetzten bekannten Gastwirtin Mére Poulard. Im südlichen Teil erhebt sich das hohe Granitkreuz Croix de cimetière.
Am 25. Januar 1934 wurde der Friedhof als Monument Historique registriert. Der Friedhof wird in der Liste der Monuments historiques in Le Mont-Saint-Michel unter der Nummer PA00110463 mit dem Status Classé geführt. Zum Denkmal gehört neben dem Friedhof selbst auch die Einfriedung der Kirche. Der Friedhof ist Eigentum der Gemeinde Mont-Saint-Michel.
Im Jahr 2018 verursachte ein defektes Abwasserrohr Schäden an einer Friedhofsmauer, die zunächst abgestützt und später repariert werden musste.